# Equipa da Superleague Fórmula do Al Ain Football Club
A Equipa da Superleague Fórmula do Al Ain FC foi uma equipa da Superleague Fórmula que representava o clube Al Ain FC, dos Emirados Árabes Unidos, naquele campeonato.

## Temporada de 2008
A equipa acabou a Temporada da Superleague Fórmula de 2008 no 12º lugar, com os pilotos Andreas Zuber, Bertrand Baguette, Paul Meijer e Dominick Muermans. A equipa foi operada nesta temporada pela Azerti Motorsport.

## Temporada de 2009
Para a Temporada da Superleague Fórmula de 2009, foi inicialmente anunciado que o piloto da equipa seria Giorgio Pantano, mas foi depois anunciado que o clube não disputaria o campeonato nesta épocan. Contudo, dias depois, foram adicionados à lista de participantes oficiais. A equipa é operada em 2009 pela Ultimate Motorsport. O pilpto espanhol Miguel Molina foi o piloto na 1ª Ronda, e Esteban Guerrieri pilotou para a equipa na 2ª ronda, vencendo a 2ª corrida dessa ronda. Contudo, a partir da 3ª ronda, o Al Ain foi substituído pelo Sevilla FC. O piloto Esteban Guerrieri e a equipa de corridas Ultimate Motorsport continuaram na 3ª ronda com o Sevilla FC, mas a partir da 4ª ronda foram substituídos por Sébastien Bourdais e pela Reid Motorsport, respectivamente.

## Registo

### 2008
(Legenda)
| Equipa de Automobilismo | Pilotos | 1        | 1   | 2   | 2   | 3   | 3   | 4   | 4   | 5   | 5   | 6   | 6   | Pontos | Class. |
| Equipa de Automobilismo | Pilotos | DON      | DON | NÜR | NÜR | ZOL | ZOL | EST | EST | VAL | VAL | JER | JER | Pontos | Class. |
| ----------------------- | ------- | -------- | --- | --- | --- | --- | --- | --- | --- | --- | --- | --- | --- | ------ | ------ |
| Azerti Motorsport       |         |          |     |     |     |     |     |     |     |     |     |     |     |        |        |
| Andreas Zuber           | 6       | 15 (Ret) | 11  | 11  |     |     |     |     |     |     |     |     | 244 | 12º    |        |
| Bertrand Baguette       |         |          |     |     | 11  | 10  |     |     |     |     | 10  | 7   | 244 | 12º    |        |
| Paul Meijer             |         |          |     |     |     |     | 12  | 1   |     |     |     |     | 244 | 12º    |        |
| Dominick Muermans       |         |          |     |     |     |     |     |     | 14  | 8   |     |     | 244 | 12º    |        |

### 2009
| Equipa de Automobilismo | Pilotos           | 1   | 1   | 2   | 2   | 3   | 3   | 4   | 4   | 5   | 5   | 6   | 6   | Pontos | Class. |
| Equipa de Automobilismo | Pilotos           | MAG | MAG | ZOL | ZOL | DON | DON | EST | EST | MOZ | MOZ | JAR | JAR | Pontos | Class. |
| ----------------------- | ----------------- | --- | --- | --- | --- | --- | --- | --- | --- | --- | --- | --- | --- | ------ | ------ |
| Ultimate Motorsport     | Miguel Molina     | 9   | 4   |     |     |     |     |     |     |     |     |     |     | 135    | 19º    |
| Ultimate Motorsport     | Esteban Guerrieri |     |     | 6   | 1   |     |     |     |     |     |     |     |     | 135    | 19º    |

### Resultados em Super Final
| Ano  | 1       | 2       | 3   | 4   | 5       | 6   |
| 2009 | MAG DNQ | ZOL N/A | DON | EST | MOZ N/A | JAR |